# Fédération royale belge de billard

Logo de la FRBB

La Fédération royale belge de billard (FRBB) ou, en néerlandais, Koninklijke Belgische Biljartbond (KBBB) est la fédération sportive belge qui organise les compétitions de billard carambole (ou français). Sa forme juridique est celle d'une association sans but lucratif. Elle vise à l’établissement, l'organisation, le développement et la promotion du sport du billard en Belgique.
Elle est affiliée à l'Union mondiale de billard, à la Confédération européenne de billard et au Comité olympique interfédéral belge.
La FRBB compte environ 180 clubs affiliés en 2007. La moitié de ces clubs se trouvent dans la région d'Anvers et des Flandres.

## Régions
La Belgique du billard se divise en six régions découpées géographiquement suivant les provinces belges. Les régions sont elles-mêmes divisées en districts. Cette dernière subdivision est plus ou moins utilisée dans l'organisation des compétitions suivant les régions, le nombre de clubs et le nombre de joueurs.
| Région           | Nbr de clubs | Districts                                                 | Préfixe matricule |
| ---------------- | ------------ | --------------------------------------------------------- | ----------------- |
| Anvers           | 51           | Anvers Lierre Mol Malines Turnhout                        | AA AL AM AME AT   |
| Brabant          | 26           | Bruxelles Demer Louvain                                   | BB BD BL          |
| Hainaut-Namur    | 18           | -                                                         | HN                |
| Limbourg         | 16           | Centre-Hesbaye Meuse-Campine                              | LC LM             |
| Liège-Luxembourg | 26           | Liège Huy-Waremme Verviers                                | LLL LLH LLV       |
| Flandres         | 41           | Bruges-Côte Dendre Gand Flandre du Sud-Ouest Pays de Waas | VB VD VG VK VS    |

Les membres adhérent reçoivent un matricule commençant par AN.

## Organisations des compétitions

### Championnats
Dans la plupart des disciplines et des catégories, les compétitions s'organisent en escalier.
- Le championnat de district donne accès à la finale du championnat régional.
- Le championnat régional donne accès à la finale du championnat de Belgique (6 joueurs).

Selon les régions et district, un championnat de district est organisé ou non. Dans le second cas, les joueurs débutent la compétition au tour éliminatoire du championnat régional.

## Formats de billard
Trois formats de billard sont acceptés : 
- le petit billard (2 formats) :
  - 2,10 m × 1,05 m,
  - 2,30 m × 1,15 m ;
- le billard de match (2,84 m × 1,42 m).

## Modes de jeu
La FRBB organise des compétitions dans cinq disciplines ou modes de jeu:
- la libre
- la bande
- le cadre (intégral et 57/2 sur petits billards; 47/2, 47/1 et 51/1 sur billard de match)
- le trois-bandes
- le billard artistique

## Catégories
Un joueur est classé dans une catégorie par discipline en fonction de sa moyenne. Il s'agit du rapport entre le nombre de points marqués et le nombre de reprises jouées. Les moyennes et le nombre de point à jouer varient suivant le format du billard.

### Petits billards (PF)
| Mode de jeu    | Catégorie                           | Pts à jouer                    | Moyennes 2,10m Min - Max                                                                                       | Moyennes 2,30m Min - Max                                                                                       |
| -------------- | ----------------------------------- | ------------------------------ | --- | --- |
| Partie Libre   | 8e 7e 6e 5e 4e 3e 2e 1re Excellence | 30 40 55 70 90 120 160 210 300 | 1,14 - 1,81 1,82 - 2,49 2,50 - 3,18 3,19 - 4,09 4,10 - 5,45 5,46 - 7,27 7,28 - 12,22 12,23 - 22,84 22,85 - --- | 1,00 - 1,59 1,60 - 2,19 2,20 - 2,79 2,80 - 3,59 3,60 - 4,79 4,80 - 6,39 6,40 - 10,69 10,70 - 19,99 20,00 - --- |
| Cadre intégral | 5e 4e 3e 2e 1re Excellence          | 60 90 120 160 220 300          | 3.43 - 5.71 5.72 - 9.14 9.15 - 13.71 13.72 - 20.57 20.58 - 29.71 29.72 - ---                                   | 3.00 - 4.99 5.00 - 7.99 8.00 - 11.99 12.00 - 17.99 18.00 - 25.99 26.00 - ---                                   |
| Cadre 57/2     | Excellence                          | 200                            | | 20.00 - --- |
| Bande          | 6e 5e 4e 3e 2e 1re Excellence       | 20 30 40 55 80 110 150         | 1.03 - 1.48 1.49 - 1.99 2.00 - 2.85 2.86 - 3.99 4.00 - 5.71 5.72 - 8.57 8.58 - ---                             | 0.90 - 1.29 1.30 - 1.74 1.75 - 2.49 2.50 - 3.49 3.50 - 4.99 5.00 - 7.49 7.50 - ---                             |
| Trois-Bandes   | 6e 5e 4e 3e 2e 1re Excellence       | 15 18 22 27 34 42 50           | 0.308 - 0.379 0.380 - 0.456 0.457 - 0.561 0.562 - 0.687 0.688 - 0.869 0.870 - 1.073 1.074 - ---                | 0.280 - 0.344 0.345 - 0.414 0.415 - 0.509 0.510 - 0.624 0.625 - 0.789 0.790 - 0974 0.975 - ---                 |

### Billard de match (GF)
| Mode de jeu           | Catégorie                                     | Pts à jouer                   | Moyennes Min - Max                                                                                                  |
| --------------------- | --------------------------------------------- | ----------------------------- | --- |
| Partie Libre          | 4e 3e 2e 1re Excellence Honneur               | 60 90 120 200 300 400         | 3.00 - 4.99 5.00 - 7.49 7.50 - 12.49 12.50 - 24.99 25.00 - 59.99 60.00 - ---                                        |
| Cadre 47/2 (intégral) | 5e 4e 3e 2e 1re Excellence Honneur            | 50 70 90 120 160 220 300      | 1.50 - 2.99 3.00 - 4.99 5.00 - 7.49 7.50 - 12.49 12.50 - 19.99 20.00 - 29.99 30.00 - ---                            |
| Cadre 47/1            | Excellence Honneur                            | 120 200                       | 7.00 - 14.99 15.00 - ---                                                                                            |
| Cadre 71/2            | Excellence Honneur                            | 150 250                       | 10.00 - 19.99 20.00 - ---                                                                                           |
| Bande                 | 4e 3e 2e 1re Excellence Honneur               | 30 40 55 80 110 150           | 1.15 - 1.49 1.50 - 2.09 2.10 - 2.99 3.00 - 4.19 4.20 - 5.99 6.00 - ---                                              |
| Trois-Bandes          | 5e 4e 3e 2e 1re Excellence Supérieure Honneur | 15 18 22 27 34 42 50 Sets 15p | 0.275 - 0.334 0.335 - 0.404 0.405 - 0.494 0.495 - 0.609 0.610 - 0.764 0.765 - 0.949 50 0.950 - --- suivant rankings |
| Artistique            | Excellence et Honneur                         | 100 figures 100 figures       | suivant rankings |

### Comparaison entre disciplines
Un tableau de comparaison est établi à partir des moyennes de la partie libre sur petit billard (libre PF). Les catégories minimales d'un joueur dans les autres disciplines sont déterminées en utilisant les points joués en partie libre pour référence. Si un joueur n'est pas classé en partie libre, on utilisera un deuxième tableau pour établir son classement en libre. Cette comparaison faite, on reprend le 1er tableau pour établir les minima dans les autres disciplines.
Exemple: Un joueur n'est classé qu'au 3 bandes PF. Il joue 22. D'après le deuxième tableau, 22 3B correspond à 55 libre. En reprenant le 1er tableau, on constate qu'en jouant 55 libre, il devra jouer au minimum 30 à la bande.
Le premier tableau ne doit pas être utilisé pour comparer entre elles deux disciplines autres que la libre PF. Ces comparaisons seraient fausses. (Dans le 1er tableau, si on garde l'exemple de notre joueur classé 22 au 3B PF, ce 22 est sur la même ligne que 40 Bande PF et pas 30). Cela est dû au fait que c'est la libre PF uniquement qui sert de référence de base et que ce sont des minima qui sont établis.
| Tableau de comparaison à partir de la partie libre |     |               |          |             |          |               |          |             |
|                                                    |     | Cadre 38/2 PF | Bande PF | 3 bandes PF | Libre GF | Cadre 47/2 GF | Bande GF | 3 bandes GF |
| Libre PF                                           | 30  | -             | 20       | 15          | -        | -             | -        | -           |
|                                                    | 40  | -             | 20       | 15          | -        | -             | -        | -           |
|                                                    | 55  | -             | 30       | 18          | -        | -             | -        | 15          |
|                                                    | 70  | -             | 30       | 18          | -        | -             | -        | 15          |
|                                                    | 90  | 60            | 40       | 22          | -        | -             | 30       | 18          |
|                                                    | 120 | 60            | 40       | 22          | 60       | 50            | 30       | 18          |
|                                                    | 160 | 90            | 55       | 27          | 60       | 50            | 40       | 22          |
|                                                    | 210 | 90            | 55       | 27          | 90       | 70            | 40       | 22          |
|                                                    | 300 | 120           | 80       | 34          | 120      | 90            | 55       | 27          |
| non organisé                                       | 400 | 220           | 80       | 34          | 200      | 160           | 55       | 27          |
| non organisé                                       | 500 | -             | 110      | 42          | 300      | -             | 80       | 34          |

Comparaison à partir des autres disciplines vers la Libre PF: minima obligatoires
Si un joueur n'est pas classé en Libre PF, on se servira de son classement dans la première discipline pour laquelle il est classé en suivant cet ordre:
1. Bande PF; 2. 3 Bandes PF; 4. Cadre 38/2; 5. Libre GF; 6. Bande GF; 7. 3 Bandes GF; 8. Cadre 47/2.
À partir de cette discipline, on établira son classement en Libre PF, d'où découlera ses autres minima obligatoires.
| Bande PF ⇒ Libre PF                                          | 3 Bandes PF ⇒ Libre PF                                    | Cadre 38/2 (PF) ⇒ Libre PF                               |
| ------------------------------------------------------------ | --------------------------------------------------------- | -------------------------------------------------------- |
| 20 ⇒ 30 30 ⇒ 40 40 ⇒ 70 55 ⇒ 90 80 ⇒ 120 110 ⇒ 160 150 ⇒ 210 | 15 ⇒ 30 18 ⇒ 40 22 ⇒ 55 27 ⇒ 70 34 ⇒ 90 42 ⇒ 120 50 ⇒ 160 | 60 ⇒ 90 90 ⇒ 120 120 ⇒ 160 160 ⇒ 210 220 ⇒ 300 300 ⇒ 400 |

| Libre GF ⇒ Libre PF                             | Bande GF ⇒ Libre PF                                   | 3 Bandes GF ⇒ Libre PF                                              | Cadre 47/2 (GF) ⇒ Libre PF                               |
| ----------------------------------------------- | ----------------------------------------------------- | ------------------------------------------------------------------- | -------------------------------------------------------- |
| 60 ⇒ 120 90 ⇒ 160 120 ⇒ 210 200 ⇒ 300 300 ⇒ 400 | 30 ⇒ 70 40 ⇒ 90 55 ⇒ 120 80 ⇒ 160 110 ⇒ 210 150 ⇒ 300 | 15 ⇒ 40 18 ⇒ 55 22 ⇒ 70 27 ⇒ 90 34 ⇒ 120 42 ⇒ 160 50 ⇒ 210 60 ⇒ 300 | 50 ⇒ 120 70 ⇒ 160 90 ⇒ 210 120 ⇒ 300 160 ⇒ 300 220 ⇒ 500 |
|                                                 |                                                       |                                                                     |                                                          |

#### Organismes dirigeants
- Fédération Royale Belge de Billard
- Confédération Européenne de billard
- Union Mondiale de billard